# Gheorghe Liliac
Gheorghe Liliac (* 22. April 1959 in Dorohoi, Kreis Botoșani) ist ein ehemaliger rumänischer Fußballspieler und derzeitiger -trainer. Er bestritt insgesamt 223 Spiele in der rumänischen Divizia A sowie in der israelischen Liga Leumit. Mit der rumänischen Nationalmannschaft nahm er als dritter Torwart an der Fußball-Weltmeisterschaft 1990 teil.

## Spielerkarriere

### Verein
Liliac begann mit dem Fußballspielen in seiner Heimatstadt bei Cristalul Dorohoi. Mit 22 Jahren wechselte er in die Nachbarstadt Botoșani zum dortigen Verein CS Botoșani, der seinerzeit in der Divizia B spielte. Dort wurde im Jahr 1983 der erstklassige FC Bihor Oradea auf ihn aufmerksam, so dass er in die Divizia A wechselte und dort am 28. August 1983 sein Debüt gab.
Beim FC Bihor kam Liliac nicht regelmäßig zum Einsatz. Nach dem Abstieg des Vereins am Ende der Saison 1985/86 schloss sich Liliac dem Ligakonkurrenten Petrolul Ploiești an, wo er sofort Stammtorwart wurde und es in den Kreis der Nationalmannschaft schaffte. Aufgrund seiner Leistungen wechselte er bereits 1987 zu Steaua Bukarest. Dort löste er im Saisonverlauf Dumitru Stângaciu als Stammtorhüter ab. Die Saison 1987/88 wurde zur erfolgreichsten seiner Karriere, an deren Ende er den rumänischen Pokal gewann und das Halbfinale im Europapokal der Landesmeister erreichte.
Nachdem Steaua zu Beginn der Saison 1988/89 Silviu Lung verpflichtet hatte, kam Liliac nicht mehr über die Rolle des Ersatzmanns hinaus und kehrte 1989 zu Petrolul Ploiești zurück, ehe er im Jahr 1991 ins Ausland wechselte und sich dem israelischen Klub Hapoel Tzafririm Holon anschloss, der seinerzeit in der höchsten israelischen Liga, der Liga Leumit spielte. Dort beendete er 1993 seine Karriere, ehe er 1995 noch zwei Jahre beim unterklassigen rumänischen Verein Metalul Filipești dranhängte.

### Nationalmannschaft
Liliac bestritt vier Spiele für die rumänische Fußballnationalmannschaft. Sein Debüt gab er am 8. Juli 1987 gegen Israel, als er zur Halbzeit für Silviu Lung eingewechselt wurde. Er kam zumeist über die Rolle des Ersatztorwarts nicht hinaus, so dass nur noch drei Spiele im Frühjahr 1990 folgten. Nationaltrainer Emerich Jenei nominierte ihn für die Fußball-Weltmeisterschaft 1990 in Italien, wo er als dritter Torwart aber nicht zum Einsatz kam.

## Erfolge
- WM-Teilnehmer: 1990 (Ersatzspieler)
- Rumänischer Pokalsieger: 1988
- Halbfinale im Europapokal der Landesmeister: 1988